# Neuroradiologe
Neuroradiologe (Neuroradiologin) ist die Bezeichnung für einen Facharzt für Radiologie, der sich auf die ärztliche Tätigkeit im Fach Neuroradiologie spezialisiert hat.
Um in Deutschland als Neuroradiologe tätig werden zu können, muss nach dem Abschluss einer Weiterbildung zum Facharzt für Radiologie eine mindestens 24 Monate umfassende Schwerpunktweiterbildung im Schwerpunkt Neuroradiologie mit Erfolg absolviert worden sein. Sie ist Voraussetzung für das Führen der Berufsbezeichnung Neuroradiologe/Neuroradiologin.

## Inhalte der Weiterbildung
Zur Weiterbildungsprüfung muss dargelegt werden können, dass man Kenntnisse, Erfahrungen und Fertigkeiten unter anderem in folgenden Bereichen erlangt hat:
- Grundlagen und klinische Untersuchungsmethoden in der Neurologie, Neurochirurgie, Angiologie und Gefäßchirurgie mit Relevanz für neuroradiologische Fragestellungen
- Klinische Symptome und Behandlungsstrategien sowie bildmorphologische Darstellung bei neuroradiologischen Fragestellungen

- Indikationsstellung für alle neuroradiologischen Untersuchungen und interventionellen bildgestützten Verfahren unter Berücksichtigung der relevanten klinischen Fragestellungen
- Strahlenschutz
- Indikation, Durchführung und Befunderstellung von Röntgenuntersuchungen einschließlich diagnostischer und funktioneller Computertomographie, Digitaler Subtraktionsangiographie und Fluoroskopie
- Indikation, Durchführung und Befunderstellung von Magnetresonanztomographien bei neuroradiologischen Fragestellungen
- Erstellung und Anwendung von MRT-Untersuchungsprotokollen für neuroradiologische Fragestellungen und MRT-Verfahren
- Ultraschalluntersuchungen einschließlich Doppler-/Duplex-Untersuchungen der extrakraniellen hirnversorgenden und intrakraniellen Gefäße einschließlich der Anwendung von Kontrastmitteln
- Interventionelle Neuroradiologie/bildgeführte minimal-invasive Therapie